# Печурково Брдо
45°26′ пн. ш. 15°32′ сх. д. / 45.43° пн. ш. 15.53° сх. д.
Печурково Брдо (хорв. Pećurkovo Brdo) — населений пункт у Хорватії, у Карловацькій жупанії у складі міста Дуга Реса.

## Населення
Населення за даними перепису 2011 року становило 101 осіб.
Динаміка чисельності населення поселення: